# Steve Mocco
Steven „Steve“ Mocco (* 28. Dezember 1981 in Hackensack, New Jersey) ist ein US-amerikanischer Ringer. Er war Olympiateilnehmer 2008 und Panamerikanischer Meister 2006 und 2009 im freien Stil im Schwergewicht.

## Werdegang
Steve Mocco besuchte die High School der Blair Academy in Blairstown, New Jersey. Dort begann er bei Trainer Jeff Buxton mit dem Ringen. Außerdem betrieb er zu Beginn seiner Sportlerlaufbahn auch Judo. In beiden Sportarten brachte er es schnell zu Erfolgen. Als High-School-Ringer wurde er zwischen 1998 und 2001 viermal National-Champion und viermal Meister von New Jersey, immer im freien Stil. Im Judo wurde er 1999 US-amerikanischer Juniorenmeister und belegte bei den US-amerikanischen Seniorenmeisterschaften den 3. Platz. Alle Erfolge erzielte er im Schwergewicht. 
1997 war er auch schon US-amerikanischer Juniorenmeister im Ringen im Schwergewicht geworden. Diesen Erfolg wiederholte er 1999, 2000 und 2001. Er war damit einer der erfolgreichsten US-amerikanischen Juniorenringer auf nationaler Ebene aller Zeiten.
Nach seinem Wechsel an die University of Iowa, dort wurde er von Jim Zalesky trainiert, war er auch als Studentenringer sehr erfolgreich. Er belegte bei der US-amerikanischen Studentenmeisterschaft (NCAA-Championships) 2002 den 2. Platz hinter Thomas Rowlands, gewann diesen Titel aber 2003 und, nach seinem Wechsel an die Oklahoma State University, auch im Jahre 2005 vor Cole Konrad. 2006 belegte er hinter Konrad noch einmal den zweiten Platz. An der Oklahoma State University wird er von John Smith trainiert.
Auf der internationalen Ringermatte machte Steve Mocco im Jahre 2003 bei einem großen FILA-Turnier in Moskau von sich reden, als er im Schwergewicht unter der gesamten Weltelite hinter Alexis Rodríguez Valera aus Kuba den 2. Platz belegte und dabei solche Weltklasseringer wie Kuramagomed Kuramagomedow aus Russland und Aleksi Modebadse aus Georgien besiegte.
Es gelang Steve Mocco aber zunächst nicht, sich bei USA-Meisterschaften an die Spitze zu setzen, oder sich bei den US-internen Ausscheidungskämpfen für die Olympischen Spiele 2004 oder für die Weltmeisterschaften durchzusetzen. Meist belegte er hinter Kerry McCoy, Tolly Thompson oder Thomas Rowlands den 2. Platz und kam deshalb zu keinem Einsatz bei einer dieser Meisterschaften. Im Jahre 2008 belegte er bei der US-amerikanischen Meisterschaft im Schwergewicht hinter Thomas Rowlands den 2. Platz, konnte aber bei der US-Olympiaausscheidung (Trials) den Spieß umdrehen und den 1. Platz belegen.
Bei den Olympischen Spielen in Peking siegte Steve Mocco im Schwergewicht über Rajiv Tomar aus Indien und Liang Lei aus China, verlor aber dann gegen den russischen Starter Bachtijar Achmedow nach Punkten. Da dieser in das Finale kam, bekam er doch noch die Chance, sich in der Trostrunde auf einen Medaillenplatz durchzusetzen. Er konnte diese Chance aber nicht wahrnehmen und verlor gleich seinen nächsten Kampf gegen den Iraner Fardin Masoumi Valadi mit 0:2 Runden, schied aus und belegte nur den 7. Platz.
Nach dieser Enttäuschung wollte er zunächst die Ringerschuhe an den Nagel hängen und nur noch American Football spielen. Er blieb aber dann doch beim Ringen und hat im Jahre 2009 nur Siege zu verzeichnen. So siegte er beim berühmten russischen "Iwan-Yarigin"-Memorial in Krasnojarsk und beim "Aljaksandr-Mjadsweds"-Turnier in Minsk. Im April 2009 wurde er in Maracaibo auch Panamerikanischer Meister im Schwergewicht vor Michael Neufeld aus Kanada und Yonsi Sánchez aus Mexiko. Er wurde im Jahre 2009 auch erstmals US-amerikanischer Meister im Schwergewicht vor Tervel Dlagnev und Les Sigman. 
Seit Ende 2012 ist er als Mixed-Martial-Arts-Kämpfer tätig. Er hält zurzeit einen Kampfrekord von drei Siegen aus drei Kämpfen. Zwei seiner Siege konnte er durch Submission erzielen.
Steve Mocco hat noch fünf Geschwister, die wie er alle Sport betreiben. Die erfolgreichste ist dabei seine Schwester Katie, die Mitglied der US-amerikanischen Frauen-Nationalmannschaft im Judo ist.

## Internationale Erfolge
| Jahr | Platz | Wettbewerb                                       | Gewichtsklasse | |
| 2001 | 4.    | Junioren-WM in Taschkent                         | Schwer         | hinter Palwinder Singh Cheema, Indien, Jasser Nourzaee, Iran u. Bagrat Chutaba, Russland                                                |
| 2003 | 1.    | Sunkist Kids-Open in Tempe (Arizona)             | Schwer         | vor Melvin Douglas, Ken Fluckinger, bde. USA u. Eric Kirschner, Kanada                                                                  |
| 2003 | 2.    | "Iwan-Jarigin"-Turnier in Krasnojarsk            | Schwer         | hinter Alexis Rodríguez Valera, Kuba, vor Kuramagomed Kuramagomedow u. David Musuľbes, beide Russland sowie Aleksi Modebadse, Georgien  |
| 2003 | 2.    | FILA-Turnier in Moskau                           | Schwer         | mit Siegen über Kuramagomed Kuramagomedow u. Aleksi Modebadse u. einer Niederlage gegen Alexis Rodríguez Valera                         |
| 2003 | 1.    | New York AC-Open                                 | Schwer         | vor Mike Faust, Tony Walters u. Orville Palmer, alle USA                                                                                |
| 2004 | 1.    | "Dave-Schultz"-Memorial in Colorado Springs      | Schwer         | vor Sven Thiele, Deutschland, Mike Faust u. Dawit Otiaschwili, Georgien                                                                 |
| 2004 | 5.    | "Iwan-Jarigin"-Memorial in Krasnojarsk           | Schwer         | hinter Kuramagomed Kuramagomedow, Alexander Kowalewski u. Oleg Chorpjakow, alle Russland, sowie Gao Fei, China                          |
| 2006 | 1.    | Panamerikanische Meisterschaft in Rio de Janeiro | Schwer         | vor Colgar Becara, Venezuela, Disney Rodríguez, Kuba u. Antonio Sanchez, Brasilien                                                      |
| 2007 | 3.    | "Yasar-Dogu"-Memorial in Ankara                  | Schwer         | hinter Fatih Çakıroğlu u. Recep Kaya, Türkei gemeinsam mit Alireza Kaya, Türkei, vor Giorgi Nikuradse, Georgien                         |
| 2007 | 2.    | Tropheo Milone in Rom                            | Schwer         | hinter Jali Sayed Saged, Iran, vor Les Sigman, USA, Kazbek Missikow, Frankreich u. David Lewicki, Polen                                 |
| 2007 | 1.    | "Aljaksandr-Mjadsweds"-Turnier in Minsk          | Schwer         | vor K. Keremchanow, Kasachstan, A. Mastepanau u. K. Bakdaulet, bde. Belarus                                                             |
| 2007 | 1.    | Hargobind-Turnier in Surrey/Kanada               | Schwer         | vor Les Sigman u. Pat Cummins, bde. USA u. Arjan Bhullar, Kanada                                                                        |
| 2007 | 1.    | New York-Open                                    | Schwer         | vor Les Sigman, Mike Faust u. Pat Cummins                                                                                               |
| 2008 | 2.    | "Dave-Schultz"-Memorial in Colorado Springs      | Schwer         | hinter Daniel Cormier, USA, vor Alexei Woronin, Russland u. Thomas Rowlands, USA                                                        |
| 2008 | 7.    | Olympische Spiele in Peking                      | Schwer         | mit Siegen über Rajiv Tomar, Indien u. Lian Lei, China u. Niederlagen gegen Bachtijar Achmedow, Russland u. Fardin Masoumi Valadi, Iran |
| 2009 | 1.    | "Iwan-Jarigin"-Memorial in Krasnojarsk           | Schwer         | vor Soslan Gaglojew, Alan Dschampajew u. Kirill Godowtschew, alle Russland                                                              |
| 2009 | 1.    | "Aljaksandr-Mjadsweds"-Turnier in Minsk          | Schwer         | vor Ajad Lasarew, Kirgisistan |
| 2009 | 1.    | Panamerikanische Meisterschaft in Maracaibo      | Schwer         | vor Mike Neufeld, Kanada, Yonsy Sánchez, Venezuela u. Elier Romero Camacho, Kuba                                                        |
| 2010 | 1.    | "Cerro Pelado International" in Havanna          | Schwer         | vor Eller Romero, Yoan Delgado u. Yan Russel, alle Kuba                                                                                 |

Anm.: alle Wettbewerbe im freien Stil, Schwergewicht, seit 2002 bis 120 kg Körpergewicht

## Nationale Erfolge
| Jahr | Platz | Wettbewerb              | Gewichtsklasse |                                                              |
| 1997 | 1.    | USA-Juniorenmeistersch. | über 88 kg KG  | vor Daniel Walter u. Scott Wells                             |
| 1999 | 1.    | USA-Juniorenmeistersch. | Schwer         |                                                              |
| 2000 | 1.    | USA-Juniorenmeistersch. | Schwer         |                                                              |
| 2001 | 1.    | USA-Juniorenmeistersch. | Schwer         |                                                              |
| 2002 | 2.    | NCAA-Championships      | Schwer         | hinter Thomas Rowlands u. vor John Lockhart                  |
| 2003 | 1.    | NCAA-Championships      | Schwer         | vor Kevin Hoy, Boe Rushton u. Pat Cummins                    |
| 2004 | 2.    | USA-Meisterschaft       | Schwer         | hinter Kerry McCoy, vor Tolly Thompson                       |
| 2004 | 3.    | Olympia-Trials          | Schwer         | hinter Kerry McCoy u. Tolly Thompson                         |
| 2005 | 1.    | NCAA-Championships      | Schwer         | vor Cole Konrad u. Pat DeGain                                |
| 2005 | 2.    | USA-Meisterschaft       | Schwer         | hinter Tolly Thompson, vor Billy Blunt                       |
| 2005 | 2.    | WM-Trials               | Schwer         | hinter Tolly Thompson                                        |
| 2006 | 2.    | NCAA-Championships      | Schwer         | hinter Cole Konrad, vor Greg Wagner                          |
| 2006 | 2.    | USA-Meisterschaft       | Schwer         | hinter Tolly Thompson, vor Thomas Rowlands                   |
| 2006 | 2.    | WM-Trials               | Schwer         | hinter Tolly Thompson, vor Thomas Rowlands                   |
| 2007 | 3.    | USA-Meisterschaft       | Schwer         | hinter Thomas Rowlands u. Cole Konrad, vor Tervel Dlagnev    |
| 2007 | 2.    | WM-Trials               | Schwer         | hinter Thomas Rowlands, vor Pat Cummins                      |
| 2008 | 2.    | USA-Meisterschaft       | Schwer         | hinter Thomas Rowlands, vor Tervel Dlagnev u. Tolly Thompson |
| 2008 | 1.    | Olympia-Trials          | Schwer         | vor Thomas Rowlands                                          |
| 2009 | 1.    | USA-Meisterschaft       | Schwer         | vor Tervel Dlagnev, Les Sigman u. Dominique Bradley          |
| 2009 | 2.    | WM-Trials               | Schwer         | hinter Tervel Dlagnev, vor Dominique Bradley                 |

Anm.: alle Wettkämpfe im freien Stil, Schwergewicht, von 1997 bis 2001 bis 130 kg, seit 2002 bis 120 kg Körpergewicht, NCAA = US-amerikanischer Hochschul-Sportverband